# Dondaicha-Warwade
Dondaicha-Warwade ist eine Stadt im indischen Bundesstaat Maharashtra. Die Stadt befindet sich nahe der Grenze zu Madhya Pradesh und Gujarat.
Die Stadt ist Teil des Distrikts Dhule. Dondaicha-Warwade hat den Status eines Municipal Council. Die Stadt ist in 27 Wards gegliedert. Sie hatte am Stichtag der Volkszählung 2011 46.767 Einwohner, von denen 24.011 Männer und 22.756 Frauen waren. Hindus bilden mit einem Anteil von über 77 % die Mehrheit der Bevölkerung in der Stadt. Die Alphabetisierungsrate lag 2011 bei 81,87 % und damit deutlich über dem nationalen Durchschnitt.
Der erste Zug kam hier im Jahr 1905 an und der Bahnhof Dondaicha-Warwade ist nach wie vor eine wichtige Station der Eisenbahnlinie Surat nach Bhusawal. Die Stadt ist außerdem bekannt für die Produktion und ihren Markt von Chilischoten.